# Agathelpis
Agathelpis, biljni rod iz porodice strupnikovki (Scrophulariaceae) ili trpučevki (Plantaginaceae). Neki autori smatraju ga sinonimom za Microdon, rodom iz porodice strupnika. Postoji nekoliko vrsta koje rastu po jugu Afrike.

## Vrste
1. Agathelpis adunca E.Mey.
2. Agathelpis brevifolia E.Mey.
3. Agathelpis mucronata E.Mey.